# Eomola bimaxillaria
Az Eomola bimaxillaria a sugarasúszójú halak (Actinopterygii) osztályának gömbhalalakúak (Tetraodontiformes) rendjébe, ezen belül a holdhalfélék (Molidae) családjába tartozó fosszilis faj.
Eddig csak egy fajt fedeztek fel ebből a halnemből.

## Előfordulása
Az Eomola bimaxillaria a középső eocén korszak idején élt, ott ahol manapság a Kaukázus északi része fekszik. Maradványait Oroszországban fedezték fel.

## Fordítás
- Ez a szócikk részben vagy egészben  a   Molidae című angol Wikipédia-szócikk ezen változatának fordításán alapul.  Az eredeti cikk szerkesztőit annak laptörténete sorolja fel. Ez a jelzés csupán a megfogalmazás eredetét és a szerzői jogokat jelzi, nem szolgál a cikkben szereplő információk forrásmegjelöléseként.
- Ez a szócikk részben vagy egészben  az   Eomola című angol Wikipédia-szócikk ezen változatának fordításán alapul.  Az eredeti cikk szerkesztőit annak laptörténete sorolja fel. Ez a jelzés csupán a megfogalmazás eredetét és a szerzői jogokat jelzi, nem szolgál a cikkben szereplő információk forrásmegjelöléseként.